# Cantó de Gex
El cantó de Gex és una divisió administrativa francesa del departament de l'Ain i del districte de Gex. El cap cantonal és Gex i agrupa 7 municipis.

## Municipis
- Cessy
- Divonne-les-Bains
- Gex
- Grilly
- Sauverny
- Versonnex
- Vesancy

## Història
| Data d'elecció                           | Identitat        | Partit                               | Qualitat |
| ---------------------------------------- | ---------------- | ------------------------------------ | -------- |
| 1945-1976                                | Marcel Anthonioz | RI                                   |          |
| 1976-1988                                | Jean Prost       | UDF-PR                               |          |
| 1988-2001                                | Michel Nicod     | Divers gauche, després divers droite |          |
| 2001-2015                                | Gérard Paoli     | Divers droite, després UMP           |          |
| les dades anteriors no són pas conegudes |                  |                                      |          |
|                                          |                  |                                      |          |

## Consellers departamentals
| Data d'elecció | Identitat       | Partit        | Qualitat |
| -------------- | --------------- | ------------- | -------- |
| 2015 -         | Véronique Baude | LR            |          |
| 2015 -         | Gérard Paoli    | Divers droite |          |